# Marlin (Vorname)
Marlin ist ein üblicherweise männlicher Vorname. Er wird abgeleitet von Merlin. Im Keltischen und Schottischen bedeutet dies „Der Falke“. Andere Ableitungen deuten hin auf „der im März geborene“ (lateinisch).
Er kann auch als weiblicher Vorname verwendet werden, auch in Kombination mit weiteren Vornamen, die eindeutig weiblich sind, wie Lena-Marlin. Als weibliche Form üblicher ist die Ableitung Malin.

## Namensträger
- Marlin Martin Harder (1922–1992), US-amerikanischer American-Football-Spieler und -Schiedsrichter, siehe Pat Harder
- Marlin Edgar Olmsted (1847–1913), US-amerikanischer Politiker
- Marlin Perkins (1905–1986), US-amerikanischer Zoologe und Zoodirektor
- Marlin Skiles (1906–1981), US-amerikanischer Pianist, Arrangeur und Filmkomponist
- Marlin Stutzman (* 1976), US-amerikanischer Politiker
- Marlin Wick (* 1951), deutscher Synchronsprecher